# 特拉维斯·布鲁克斯
特拉维斯·布鲁克斯（英語：Travis Brooks，1980年7月16日—），澳大利亚前男子曲棍球运动员。他曾代表澳大利亚国家队参加2004年和2008年夏季奥林匹克运动会曲棍球比赛，获得一枚金牌和一枚铜牌。